# ویگل (دهانه)
ویگل یک دهانه برخوردی در ماه‌ است.

## دهانه‌های اقماری
این دهانه ۸ دهانه اقماری دارد.
| Weigel | عرض جغرافیایی | طول جغرافیایی | قطر          |
| ------ | ------------- | ------------- | ------------ |
| A      | ۵۸.۶° S       | ۳۷.۸° W       | ۱۷.۰ کیلومتر |
| C      | ۵۹.۵° S       | ۴۱.۹° W       | ۱۰.۰ کیلومتر |
| B      | ۵۸.۸° S       | ۴۱.۱° W       | ۳۷.۰ کیلومتر |
| E      | ۵۶.۹° S       | ۴۲.۳° W       | ۱۱.۰ کیلومتر |
| D      | ۵۸.۰° S       | ۴۱.۶° W       | ۱۶.۰ کیلومتر |
| G      | ۵۷.۷° S       | ۳۵.۳° W       | ۷.۰ کیلومتر  |
| F      | ۵۷.۵° S       | ۴۰.۹° W       | ۷.۰ کیلومتر  |
| H      | ۵۸.۲° S       | ۴۰.۶° W       | ۱۵.۰ کیلومتر |